# Marta Żyłczyńska
Marta Jolanta Żyłczyńska (ur. 15 grudnia 1981 w Choszcznie) – polska koszykarka,  grająca na pozycji silnej skrzydłowej.

## Osiągnięcia
Na podstawie, o ile nie zaznaczono inaczej.
Drużynowe
- Brązowa medalistka mistrzostw Polski (2001, 2002)
- Uczestniczka rozgrywek Pucharu Ronchetti (2002)

Indywidualne
- Uczestniczka meczu gwiazd PLKK (2003, 2004)[2][3]

Reprezentacja
- Uczestniczka mistrzostw:
  - Europy U–18 (2000 – 9. miejsce)
  - Europy U–16 (1997 – 9. miejsce)